# آلسو هلدینگ
آلسو هلدینگ (انگلیسی: ALSO Holding) شرکت فناوری اطلاعات سوئیسی است، که در سال ۱۹۸۸ تأسیس شد.